# Racosperma dissimile
Racosperma dissimile là một loài thực vật có hoa trong họ Đậu. Loài này được (M.W. McDonald) Pedley mô tả khoa học đầu tiên năm 2003.